# Sala Parpalló
La Sala Parpalló és una sala d'art contemporani que integra la xarxa de Museus de la Ciutat de València. Va ser creada el 1980. Des de l'any 2012, la Sala Parpalló ocupa un dels espais del Museu Valencià de la Il·lustració i la Modernitat (MuVIM). Exhibeix art dels nous mitjans, a més d'organitzar i produir projectes d'artistes valencians i estrangers.

## Història
Va començar a funcionar a la seu del Teatre Escalante el gener de 1980, sent dirigida per Artur Heras.
A principis de la dècada de 1990 va ser traslladada al Palau dels Scala, encara que uns anys després va ser integrada al Centre Cultural la Beneficència, passant a ser dirigida per Manolo Muñoz. A partir de 2001 passaria a estar dirigida per Manuel Ventimilla, dedicant la seva exhibició a artistes valencians. En aquells dies va ser reubicada al MuVIM quan aquest es va inaugurar el 2001. El 2005 la Sala Parpalló va passar a funcionar en una de les ales pertanyents al claustre del Reial monestir de la Trinitat de València, dirigit per Ana de Miguel Vilar-Sancho. El 2011 se situà en el Centre Cultural la Beneficència de València, anunciant-se que a partir del 2012 tornaria a ser fusionada amb el MuVIM.

## Artistes i projecte expositiu

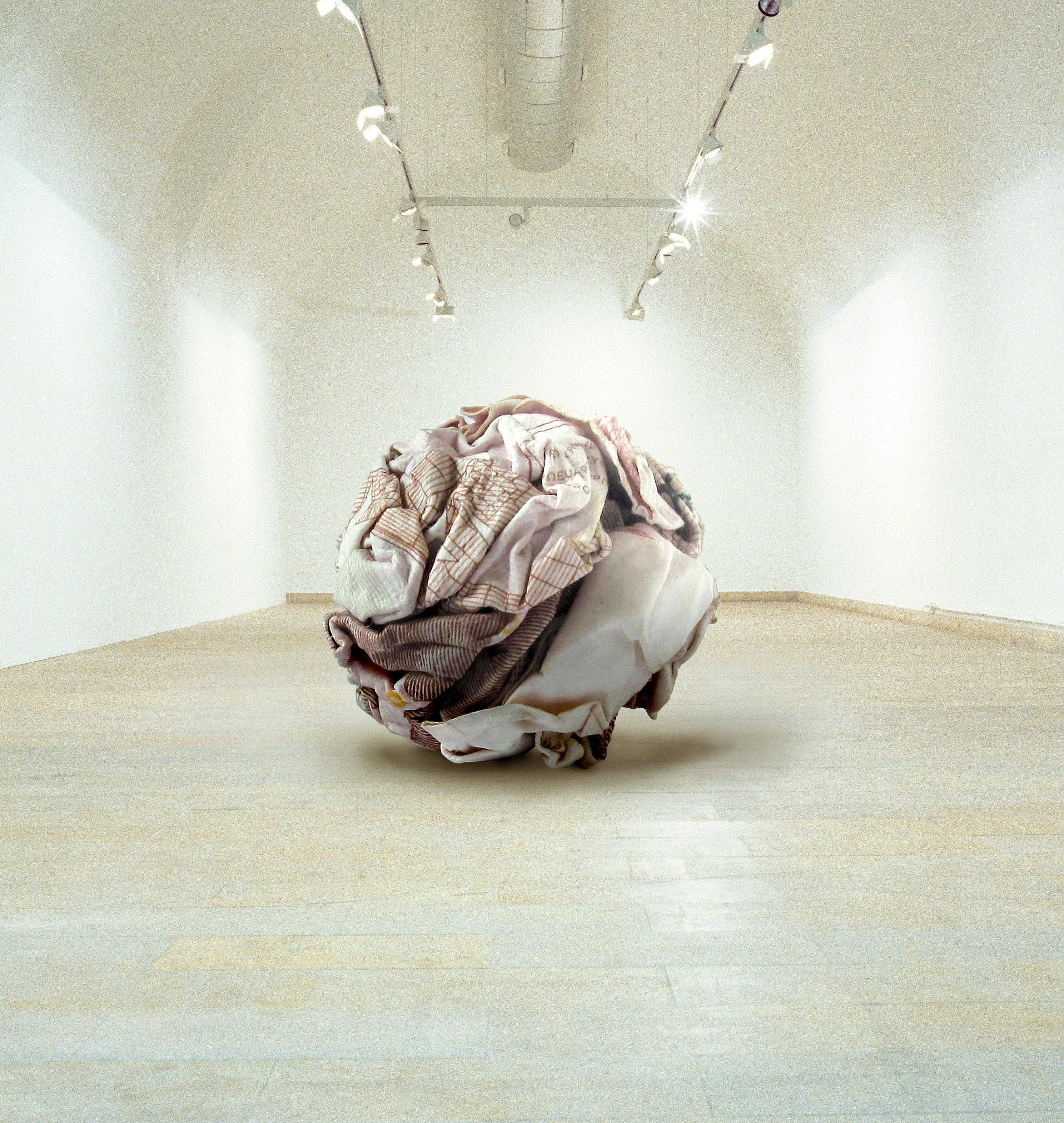

En els seus començaments la Sala realitzava exposicions de fotografia. Va ser el primer espai públic de València dedicat a l'art modern. També va presentar a Espanya per primer cop artistes internacionals com Lindsay Kemp, Arnulf Rainer, Robert Frank, Kenneth Noland, Richard Wentworth, o Jean Dieuzaide, entre d'altres. També va ser la primera sala a presentar a València artistes com Joan Miró, Salvatore Garau, Picasso, Manuel Hernández Mompó, Luis Gordillo, Manolo Valdés, Eduardo Arroyo, Rafael Armengol o Miquel Navarro.
Des de l'any 2006, la Sala Parpalló té un espai dedicat als New media art. Participa en la concessió de les Beques Alfons Roig, organitza tallers d'art i compleix una funció divulgadora a través de publicacions, conferències i seminaris. Entre les seves exposicions destaquen les dedicades a Antoni Tàpies i Puig, Joan Cardells, Salvatore Garau, Laylah Ali, Abigail Lazkoz, Ana Prada, Isabel Rocamora, Manuel Sáez, Mira Bernabeu, Daniel García Andujar, o diferents col·lectives en les que s'ha exposat obres d'Eugène Atget, Josef Sudek, André Kertész, Marc Trivier, Cartier-Bresson, Irving Penn, Arnold Newman, Diane Arbus, Peter Witkin, Carlos Muñoz-Yagüe, Louise Bourgeois, Darío Villalba, Guillermo Kuitca, Mateu Maté, Eulàlia Valldosera, Montserrat Soto, Gilberto Zorio, Manuel Bouzo, Enrique Marty, Miguel Borrego, Cristina Lucas o Alberto García-Alix, entre d'altres.

### Sala New media Art
Per apropar al públic en els aspectes estètics i culturals de la tecnologia, la Sala va exposar l'obra d'artistes com Daniel Canogar, Pablo Valbuena o internacionals presentats per primera vegada a València, com Raoul Servais, i Paul Friedlander. De la mateixa manera, s'exposen per primera vegada al País Valencià Han Hoogerbrugge, Studio Azzurro, o Igor Stromajer. També desenvolupa cicles de cinema. animació, conferències, tallers i seminaris en relació amb projectes audiovisuals vinculats a la dansa, el disseny o la infografia.

## Beques Alfons Roig
Els Premis Alfons Roig es van crear l'any 1981, amb l'ajut de la Diputació de València. Des dels seus inicis han estat directament vinculats a la Sala Parpalló, que alberga les exposicions dels premiats. Aquest certamen va néixer com "el premi per a Artistes Plàstics, anomenat Alfons Roig", per donar suport a l'art valencià i recollia tres modalitats: premi, beques de creació i beques d'investigació. L'any 2004 va desaparèixer definitivament el premi, encara que les beques continuen convocant bianualment, dirigides exclusivament a artistes valencians o que resideixin i desenvolupin la seva activitat a València. Entre els artistes guardonats amb les beques destaquen Carmen Calvo, Victoria Civera, Pedro Ortuño, Amparo Tormo, Carmen i Ana Navarrete, Marcelo Expósito, Teresa Cebrián, L'equip Límit, Joël Mestre, Olga Adelantado, Joan Verdú, Juan Cuellar o Moisès Mahiques, entre d'altres.
| Artista                | Any  |
| ---------------------- | ---- |
| Josep Renau            | 1981 |
| Manuel Hernández Mompó | 1982 |
| Eusebio Sempere        | 1983 |
| Manolo Valdés          | 1984 |
| Alfons Roig            | 1985 |
| Miquel Navarro         | 1986 |
| Ángeles Marco          | 1987 |
| Carmen Calvo           | 1988 |
| Jordi Teixidor         | 1989 |
| Andreu Alfaro          | 1990 |
| Artur Heras            | 1992 |
| Salvador Soria         | 1993 |
| José María Iturralde   | 1994 |
| Joaquim Michavila      | 1995 |
| Soledad Sevilla        | 1996 |
| Amadeo Gabino          | 1998 |
| Enric Mestre           | 1999 |
| Joan Cardells          | 2000 |
| Gabriel Cualladó       | 2002 |
| Rafael Armengol        | 2004 |